# Caloparyphus pretiosus
Caloparyphus pretiosus är en tvåvingeart som först beskrevs av Banks 1920.  Caloparyphus pretiosus ingår i släktet Caloparyphus och familjen vapenflugor. Inga underarter finns listade i Catalogue of Life.